# 聖人饗宴
參數所指定的目標頁面不存在，建議更正成存在頁面或直接建立下列一個頁面（建立前請先搜尋是否有合適的存在頁面可以取代）：
- 慾望之盛宴

《聖人饗宴》（英語：The Feast of Stephen）為加拿大女作家蘿絲瑪莉·歐貝（Rosemary Aubert）的推理小說，於1999年出版，同年獲得亞瑟·艾利斯獎的最佳小說。

## 簡介
已被撤銷司法職位的「法官」每日都四處流浪，與街上其他的邊緣人打交道，當中認識了「小女王」。一日，小女王的幾位朋友都死於非命，不過由於他們都是社會的邊緣人，警方只是草草了事。小女王發現這幾位死者的共同點都與法庭有關，於是求助於法官。法官冒認庭警混入法庭內，發現所有的兇殺案都是出於善意。